# Elyria (Ohio)
Elyria é uma cidade localizada no estado norte-americano de Ohio, no Condado de Lorain.

## Demografia
Segundo o censo norte-americano de 2000, a sua população era de 55.953 habitantes.
Em 2006, foi estimada uma população de 55.745, um decréscimo de 208 (-0.4%).

## Geografia
De acordo com o United States Census Bureau tem uma área de 51,6 km², dos quais 51,5 km² cobertos por terra e 0,1 km² cobertos por água.

## Localidades na vizinhança
O diagrama seguinte representa as localidades num raio de 12 km ao redor de Elyria.